# 阿卜杜勒卡达尔·达卡
阿卜杜勒卡达尔·达卡（Abdulkader Dakka，1985年1月10日—）是叙利亚职业足球运动员，司职中后卫，2011年曾效力于上海申花。
达卡2003年进入国内球队Tishreen的一线队，2004年代表叙利亚U-19队夺得亚青赛殿军，2005年代表叙利亚U-20在世青赛打满全部四场比赛，最终在淘汰赛以一个点球负于巴西。此后达卡进入叙利亚国家队，成为主力中后卫。
2008年达卡曾短暂加盟黎巴嫩联赛，但是很快返回叙利亚国内豪门球队伊蒂哈德阿勒波，2010年他帮助球队夺得亚洲足联杯。
2011年2月，达卡加盟中超联赛上海申花，替代了上赛季在申花效力的国家队中后卫搭档阿里·迪亚布。达卡在第一场比赛对日本鹿岛鹿角的比赛中表现出色，帮助球队零封对手，不过于比赛最后阶段在对手禁区内遭冲撞后曾出现短暂昏迷。此后的比赛中，他连续出现了几次导致失球的失误，能力受到广泛质疑，最终在联赛半程即被解约，返回了伊蒂哈德。